# Euraåminne kommunvapen

Euraåminne kommunvapen från och med år 2017.

Euraåminne kommunvapen är det heraldiska vapnet för Euraåminne i det finländska landskapet Satakunda. Vapnet ritades av Heikki Hermonen och fastställdes ursprungligen för Luvia kommun 15 februari 1954. Vapnet blev Euraåminne kommuns kommunvapen när Luvia och Euraåminne kommuner lades samman i 2017.
Vapnet föreställer en gyllene skonare med tre master i blått fält.

## Det gamla vapnet

Euraåminne kommuns vapen mellan 1950 och 2016.

Euraåminne kommuns ursprungliga vapen fastställdes 26 januari 1950. Vapnet föreställer ett nejonöga och en kräfta vilka symboliserar kommunens gamla sigill. Muren symboliserar den medeltida borgen Vreghdenborg. Vapnet ritades av Gustaf von Numers. Nuförtiden används vapnet som ett inofficiellt hembygdsvapen.